# WASP-39
WASP-39は、おとめ座の恒星である。太陽からおよそ700光年の距離にある。周囲では、1つの太陽系外惑星が発見されている。

## 特徴
| 太陽 | WASP-39   |
| ---- | --------- |
| 太陽 | Exoplanet |

WASP-39は、黄色い主系列星で、スペクトル型はG8と分類される。質量は太陽の0.93倍、半径は太陽の0.9倍、表面温度はおよそ5,400Kと推定される。
WASP-39は、変光星総合カタログの第82弾変光星名一覧において、惑星通過による食変光星 (EP) として登録され、おとめ座V732星という変光星名を付与されている。

## 惑星系
2011年、スーパーWASPの系外惑星捜索グループが、この恒星の周りで1つの系外惑星WASP-39bの発見を報告した。WASP-39bの母星であることから、この恒星はWASP-39と呼ばれる。WASP-39bは、まずWASP望遠鏡がトランジットをとらえ、その後オート＝プロヴァンス天文台やラ・シヤ天文台、ハレアカラ天文台における追観測を経て、惑星系の特性が明らかとなり、惑星と確定した。トランジット法で発見された惑星らしく、母星の近傍を短い周期で公転する巨大ガス惑星である。質量は土星程度だが、半径は木星より大きいとみられる低密度の惑星である。WASP-39bでは、透過スペクトルを観測して大気の組成が調べられており、ナトリウム、カリウム、そして水が検出されている。水の吸収の強さから予想されるWASP-39bの大気の金属量は、それまでに巨大ガス惑星で知られていた惑星質量と金属量の相関から外れるもので、WASP-39bはWASP-39の凍結線の外側で誕生し、その後現在の位置へ移動してきたのではないかと考えられる。
| 名称 （恒星に近い順） | 質量           | 軌道長半径 （天文単位） | 公転周期 (日)       | 軌道離心率 | 軌道傾斜角         | 半径           |
| --------------------- | -------------- | ----------------------- | ------------------- | ---------- | ------------------ | -------------- |
| b (Bocaprins)         | 0.28 ± 0.03 MJ | 0.0486 ± 0.0005         | 4.055259 ± 0.000009 | 0（固定）  | 87.83 +0.25 −0.22° | 1.27 ± 0.04 RJ |

## 名称
2019年、世界中の全ての国または地域に1つの系外惑星系を命名する機会を提供する「IAU100 Name ExoWorldsプロジェクト」において、WASP-39とWASP-39bはアルバに割り当てられる系外惑星系となった。このプロジェクトは、「国際天文学連合100周年事業」の一環として計画されたイベントの1つで、アルバ内での選考、国際天文学連合 (IAU) への提案を経て、太陽系外惑星とその母星に固有名が承認されるものであった。2019年12月17日、IAUから最終結果が公表され、WASP-39はMalmok、WASP-39bはBocaprinsと命名された。Malmokは、人気のシュノーケリングスポットとなっているアルバの砂浜の名前である。Bocaprinsは、アルバ北東部のアリコク国立公園の代表的な景観を示す砂浜“Boca Prins”を指し、Boca Prinsという名前はココナッツ栽培を行っていた農園に由来する。